# انوشکا (شرکت هواپیمایی)
انوشکا (به انگلیسی: Annushka) یک شرکت هواپیمایی است که در تاریخ ۱۹۹۳ میلادی تأسیس شده است.
دفتر مرکزی انوشکا و قطب این شرکت هواپیمایی در استاوروپول قرار دارد.